# Шунет эль-Зебиб
Шунет эль-Зебиб (с араб. — «склад изюма»), также Средний Форт, — древнеегипетское строение из сырцового кирпича в Абидосе, Верхнем Египте. Сооружение было построено царём Хасехемуи во времена II династии, ок. 2700 года до н. э.

## Описание
Шунет эль-Зебиб сделан из закалённого глиняного кирпича. Он состоит из двух прямоугольных стен, внешней и внутренней. Внешняя стена имеет размеры 137 х 77 м, и ок. 5 м толщиной и 12 м высотой. Внутренняя стена (по периметру) имеет размеры 123 x 56 м и толщину ок. 3 м и высоту 8 м. Фасад внешней стены был нишевым, имитируя фасад королевского дворца. В ограждении предусмотрены два входа: один в восточном углу, другой в северном. Эти входы когда-то состояли из массивных, сделанных из камня дверных косяков, материал дверных створок неизвестен.
Внутренняя зона состоит из практически пустого двора. Неизвестно, были ли какие-то подструктуры и / или более крупные здания (например, святилище или храм). В 1988 году австралийский египтолог Дэвид О'Коннор обнаружил квадратное плоское крепление из мелкого известкового щебня, покрытое глиняным кирпичом и образовавшее четыре плоские ступеньки. Он расположен в самом центре двора, его истинное назначение до сих пор неизвестно. Единственное здание, чьё предназначение может быть засвидетельствовано археологически, — это небольшая часовня рядом с юго-восточным углом. Часовня также сделана из закалённого глиняного кирпича.

## История
Шунет эль-Зебиб был основан около 2700 года до н. э. последним фараоном II династии Хасехемуи. Шунет был построен как так называемое погребальное помещение, место, где покойному королю поклонялись и почитали. Такое место было названо египтянами «домом Ка» и было своего рода предвестником более поздних погребальных храмов, известных еще со времён Древнего Царства. В Раннем царстве правители Абидоса, как и всегда, имели собственную гробницу-мастабу с отдельным погребальным помещением неподалёку. Поскольку Хасехемуи и его предшественник Перибсен-Сехемиб были похоронены в Абидосе и имели похоронные ограждения в одном месте, некоторые египтологи считают, что оба короля принадлежали к так называемой династии Тинитов. Это действительно может объяснить выбор места погребения Перибсеном и Хасехемуи. Однако неизвестно, как долго использовалась гробница Хасехемуи, неизвестно ни ее древнеегипетское название. Из-за толстых переплетённых стен долгое время считалось, что Шунет-эль-Зебиб является военной крепостью, что привело к её альтернативному названию «Средний форт». Но археологические находки свидетельствуют лишь о культовой и религиозной деятельности и расположение так близко к кладбищам говорит скорее против любого военного использования.

## Археологическое и египтологическое значение
Шунет эль-Зебиб имеет большое значение для археологов, египтологов и историков. Институт изящных искусств в Нью-Йорке возглавлял и продвигал несколько кампаний по сохранению постройки в период с 2002 по 2007 год, в основном сосредоточенных на стенах ограждения. Они сильно повреждены, а на некоторых участках существует опасность их обрушения. Наибольший ущерб наносится, помимо естественного старения, местными шершнями вида Шершень восточный. Они закапывают свои гнёзда в стены, выкапывают кирпичи и делают стены очень неустойчивыми. Другая опасность для постройки — дикие шакалы, которые внимательно наблюдают за раскопками экскаватора, а затем также раскапывают сооружение под фундамент в надежде поймать какую-либо добычу.
Под руководством Мэтью Дугласа Адамса и Дэвида О'Коннора работы по сохранению по-прежнему сосредоточены на заполнении пробелов и отверстий в стенах вольера, уже было создано около 250 000 новых кирпичей из грязи. В то же время в здании был реконструирован южный вход.
Из-за архитектурного сходства Шунета эль-Зебиба с комплексом пирамид царя Джосера III династии, археологи и египтологи часто описывают «Средний форт» как непосредственного предшественника пирамидальных комплексов со ступенями. Плоская ступенчатая внутренняя опора Шунета Эль-Зебиба даже считается «протопирамидой».